# إيتو هيروبومي
إيتو هيروبومي (باليابانية:  伊藤 博文 إيتو هيروبومي) (16 أكتوبر 1841 - 26 أكتوبر 1909) من رجال السياسة في اليابان، تولى رئاسة الحكومة مرات عديدة أثناء فترة مييجي، من أهم أعماله الإصلاحات الاقتصادية وإنشاء العملة الوطنية (ين).

## المولد
كان ابنا بالتبني لأحد رجال الساموراي من معقل التشوشو. كان والعديد من رجال الإصلاحات من تلاميذ يوشيده شو-إين. عام 1863 تم قبوله ليصبح من رجال الساموراي. قام الزعماء في معقله في تشوشو بإرساله مع آخرين إلى إنجلترا لدراسة العلوم الغربية. عاد في السنة نفسها ليعايش تدمير القوات الغربية لميناء شيمونوسيكي في العام الموالي (1864).

## الإصلاحات
بدأت الإصلاحات سنة 1868 م، فأصبح إيتو محافظا على هيوغو (محافظة جديدة استحدث أثناء هذه الفترة). تم إرساله إلى الولايات المتحدة الأميركية لدراسة الأنظمة المالية الغربية. بعد عودته كان له الفضل في إطلاق أول عملة وطنية يابانية، الـين (عام 1870 م). شد سنة 1871 م مع العديد من كبار المسئولين رحالهم إلى الدول الغربية (بعثة إيواكورا)، استمرت البعثة حتى 1873 م. بعد عودته أصبح مستشارا في الحكومة الجديدة، ثم استخلف أوكوبو توشيميتشي على رأس وزارة الداخلية عام 1878 م. تم اختياره لتحضير دستور جديد للبلاد، ثم قاد عام 1885 م أول حكومة تعمل رسميا في ظل هذا الدستور. تولى منصب رئيس الحكومة مرات عدة (1892-1896 م، 1898-1899 م ثم 1900-1901 م) قاد مفاوضات شيمونوسيكي (1895 م) والتي وضعت حدا للحرب الصينية-اليابانية، أصبحت اليابان بعده من كبرى القوى في المنطقة.

## في أعلى هرم السلطة
سنة 1903 م تم تعينيه مستشارا لدى البلاط الملكي في كوريا، ثم أصبح (1906-1907 م) القائد العام على كوريا، عمل أثناءها على بسط سيطرة الإدارة اليابانية على البلاد. يوم 22 يونيو 1907 م أعلن الإمبراطور الكوري كوجونغ (لآخر الأباطرة من سلالة اليي) تخليه عن السلطة، تبع ذلك موجة عارمة الانتفاضات ضد التواجد الياباني في كوريا، قادت مجموعة من قدماء الجنود في الجيش الكوري هذه الحركة وأطلقوا على أنفسهم اسم جيوش العدالة، لاحقا انظم إليهم العديد من الأهالي والفلاحين، شن هؤلاء حرب عصابات ضد الاحتلال الياباني، دامت هذه حتى 1909 م. كانت لـإيتو مواقف متناقضة أثناء هذه الفترة (حتى 1909 م)، فقد كان المحرض الرئيس في دفع حاكم كوريا (الإمبراطور) للاستقالة، إلا أنه عدل من مواقفه لاحقا، فأعلن تأييده لخطة استقلال كوريا، مبررا ذلك بأن ضم اليابان لكوريا ستنجم عنه عواقب وخيمة. حاول إقناع الحكومة اليابانية بالعدول عن قرار الضم، وأمام رفض الأخيرة، قدم استقالته يوم 15 يونيو 1909 م، كان يخشى أن يتم إقحامه في أي من القرارات التي تنوي الحكومة الإمبراطورية اتخاذها لاحقا في شأن كوريا.

## النهاية
أرسل إيتو في آخر مهمة لتشاور مع الروس، ومعرفة موقفهم في حال ضم اليابان لكوريا. في يوم 26 ديسمبر 1909 م، يقوم أحد ضباط جيش العدالة وهو آن تشونغ غون باغتياله في محطة هاربين. اتخذ العسكريون في الحكومة اليابانية من حادث اغتياله ذريعة لقرار ضم كوريا في نفس السنة.

## اقرأ أيضا
- فترة مييجي

## وصلات خارجية
- إيتو هيروبومي على موقع الموسوعة البريطانية (الإنجليزية)
- إيتو هيروبومي على موقع إن إن دي بي (الإنجليزية)

- Biographical material at the إن إن دي بي.
- About Japan: A Teacher's Resource Ideas about how to teach about Ito Hirobumi in a K-12 classroom